# Epamera obscura
Epamera obscura är en fjärilsart som beskrevs av Aurivillius 1923. Epamera obscura ingår i släktet Epamera och familjen juvelvingar. Inga underarter finns listade i Catalogue of Life.